# Egypt (Buckinghamshire)
Egypt is een gehucht in Engelse graafschap Buckinghamshire. Het is gelegen in het zuiden van het graafschap.
Egypt behoort bij het parochie van Burnham. De plaats ligt aan de rand van het beroemde oude bos, Burnham Beeches. Net ten zuiden van Egypt ligt het gehucht Farnham Common.
Hoewel niet officieel bekend is waar de oorsprong van plaatsnaam ligt, wordt het voor waarschijnlijk gehouden dat de naam is afgeleid van de Engelse benaming voor het land Egypte, Egypt.